# 學園傳道會
學園傳道會（Cru，2011年前叫做Campus Crusade for Christ，通稱「學園」或「學傳」），是一個大学和大学生福音主義不分宗派的基督教組織，1951年由比尔·布莱和沃内·布莱夫妇创立于加州大學洛杉磯分校，起初是一群大學生的組織。自此之后，学园传道会扩展他们的传教目标至成人專家、家庭、運動員和高中生等。2011年，学园传道会在世界191个国家有25,000名传道士。使命是要「透過不斷地栽培倍增門徒，在各階層建立屬靈的運動，致力於世界的福音遍傳，差遣工人到地極。」。
学园传道会1991年将世界總部从加州圣贝纳迪诺迁往佛羅里達之奧蘭多，組織的目前的帶領者是史蒂夫・道格拉斯。
2011年，学园传道会在美国将其英文名从Campus Crusade for Christ改成了Cru，並同時更改標誌（設計與台灣桃園國際機場公司標誌有少許相似），以避免与历史上的十字军东征有不好的关联（特别是对穆斯林群体的），而且组织目前不仅仅局限于大学校园。
學園傳道會也是耶穌傳电影项目的发起者，和「四個屬靈的定律」（或稱作「分享四律」、「當生命遇上祂」）的出版者。

## 组织构成

### 耶稣傳电影项目
耶稣傳电影项目始于1981年，致力于将1979年的电影《耶稣傳》翻译成不同语言并在世界范围内分享，让所有人看到耶稣的生平故事，使到本片成為全球最多語言版本的電影。耶稣电影项目也是圣经机构国际论坛的成员之一。
耶稣电影项目的起源可以追溯到1945年，当时一位年轻的商人比尔·布莱想私下资助一部关于耶稣生活的电影，他希望这部电影具有娱乐性，圣经精确性，并可以翻译成非英语语言。相比于直接资助电影拍摄，比尔·布莱选择先成立一个组织，于是在1951年创立了一个大学生基督教组织，叫做基督校园十字军（学园传道团）。
1976年，学园传道团的影响力超出了大学校园范围，在体育，市场和社会的其他方面也有了不小的影响力，比尔·布莱再次将注意力转向电影制作。 好莱坞制片人约翰·海曼接近比尔，为一项将整本圣经拍成电影的项目提供资金。该项目的内容最终将缩减为圣经中的一部分，即路加福音，主要由学园传道团成员Bunker和Caroline Hunt资助，总额为600万美元。
来自世俗和基督教组织的500名学者和领导的团队开始研究有关耶稣的历史元素，为电影拍摄做铺垫。在整个中东地区的拍摄持续了几个月。
《耶稣傳》由约翰·海曼制作，并将英国莎士比亚演员布莱恩·迪康饰演耶稣，Rivka Neumann饰演玛利亚，Yosef Shiloach饰演聖若瑟，Niko Nitai饰演圣彼得。
电影在美国的分发包括由教会赞助的直邮邮寄活动，以便在全国各地的各邮区的每个地址上发送电影。项目负责人表示，电影被超过30亿人观看超过50亿次。
福音派领袖怀疑这个说法。国际福音派使命神学家前执行主任Vinay Samuel说：“这些数字至少不是以社会科学的方式统计”，所以“他们无法知道这一点”。

### 出版物
学园传道团出版了一些书，小册子和其他材料。 「四個屬靈的定律」（「當生命遇上祂」）小册子是由比尔·布莱在1952年创作的，已发行数亿份。

## 外部連結
- 台灣學園傳道會（页面存档备份，存于）
- 香港學園傳道會（页面存档备份，存于）
- 澳門學園傳道會
- 分享四律 (其他語言)（页面存档备份，存于）
- EveryStudent.com Hong Kong version（页面存档备份，存于）